# 阮籍

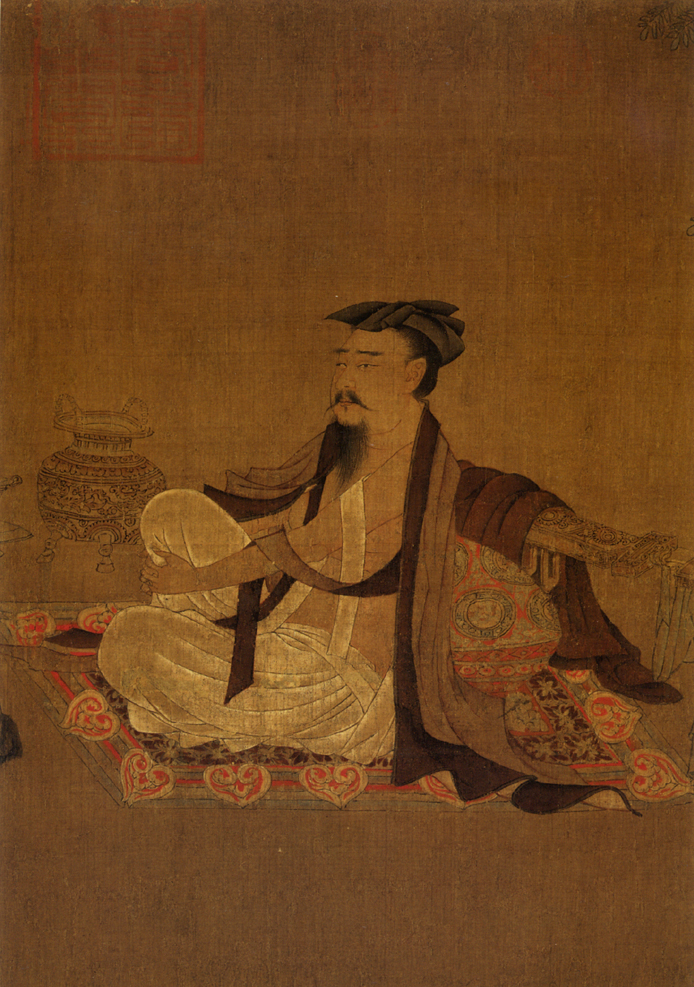
阮籍

阮 籍（げん せき、210年（建安15年） - 263年（景元4年））は、中国三国時代の思想家。字は嗣宗。兗州陳留郡尉氏県の人。竹林の七賢の指導者的人物である。父は阮瑀（建安七子の一人）。兄は阮熙。子は阮渾。甥は阮咸（竹林の七賢の一人）。

## 人物
魏の末期に、偽善と詐術が横行する世間を嫌い、距離を置くため、大酒を飲み清談を行ない、礼教を無視した行動をしたと言われている。俗物が来ると白眼で対し、気に入りの人物には青眼で対した。
はじめ蔣済が召し出そうとするも応じず、蔣済の怒りを買ったが、親類に説得されたためやむなく仕官した。しかし病気のため辞職した。曹爽に参軍として召し出されたが、これも病気を理由に辞職した。司馬懿がクーデターを起こして実権を握ると従事中郎に任じられたが、ただ給料分の働きをするだけだった。歩兵校尉の役所に酒が大量に貯蔵されていると聞いて、希望してその職になり、竹林の七賢の一人の劉伶と酒を飲んでいたといわれる。そのため阮歩兵と呼ばれることもあった。
当時の礼法では、喪中には酒や肉を断つ義務があったが、母の葬儀の日にも大酒を飲んで肉を食い、母の棺と別れた後、もうだめだと言って血を吐いて倒れた。何曾が司馬昭に対し、礼に反する阮籍を左遷するよう言上したが、司馬昭は阮籍がやせ衰えているのを見て不問に付した。司馬昭の幕僚となっていたが、いつも酔っぱらっていた。鍾会は彼を陥れようと、何回か時事問題を問いかけたが、いつも抽象的で難解な返事ばかりだったため、失言を得られなかった。司馬昭が息子（司馬炎）の嫁に、彼の娘をもらおうと使者を送ると、それを察したのか、彼は60日間酔っぱらい続けた。このため使者は用件を言い出せず、諦めて帰った。
また、あてもなく馬車を駆って遠出するのが好きで、行き止まりにあうと慟哭して帰った。
『晋書』によると、阮籍は世の人を救う志を持っていた。しかし当時、司馬氏による帝位簒奪が進む中、政争で命を落とす者が相次いでいた。竹林の七賢の一人で、阮籍と仲のよかった嵆康もまた、鍾会に陥れられ殺された。そのこともあって、阮籍は政争に関与せず、酒浸りの生活をする道を選んだという。司馬昭はそんな阮籍を「至慎（もっとも慎み深い）」と評した。
263年、蜀漢征伐の途上で司馬昭を晋公に封じる詔勅が下された。司馬昭が型の通り辞退したため、封爵を勧める勧進文が司空の鄭沖らにより提出された。この時、鄭沖は阮籍に勧進文の草稿を命じた。阮籍はそれに従い草稿を提出した。阮籍はその年の冬に亡くなった。
老荘思想を理想とし、その著作の『大人先生伝』・『達荘論』に老荘思想が十分に見て取れる。詩では「詠懐詩」82首が有名で、陶淵明の「飲酒」・李白の「古風」など、五言詩の連作の先駆けである。深い思索に基づき格調高く、全編が人間社会の悲哀に満ちている。また、琴をよく弾いた。

## 白眼視
阮籍は、青眼と白眼を使い分けることができたという。礼法を重視した儒家のような気に入らない人物に対しては白眼で対応し、気に入った人物に対しては青眼で対応したという。阮籍が喪に服していた時、嵆喜は礼法に則り弔問した。すると阮籍が白眼視したので、嵆喜は怒って帰ってしまった。弟の嵆康がそれを聞き、酒と琴を持って阮籍の家を訪れると、阮籍は喜んで青眼で迎えたという。
転じて、気に入らない人物を冷遇することを、白眼視という。一方で彼は時事を評論せず、人の過ちを決して口にしない極めて慎重な人物であったという。

## 阮籍の登場する作品
- 『世説新語』

### 小説
- 陳舜臣『中国畸人伝』（新潮社、1987年）

## 文献情報
- 清宮剛「阮籍の処世について」『山形県立米沢女子短期大学紀要』第27巻、山形県立米沢女子短期大学、1992年12月28日、十一-二十、NAID 110004678582。
- 中島千秋「阮籍の「ビコウの賦」について」『中国中世文学研究』第5号、中国中世文学会、1966年6月30日、17-27頁、NAID 110003819526。
- 松田稔「阮籍「詠懐詩」八十二首における求仙の位置」『國學院女子短期大学紀要』第3巻、國學院短期大学、1985年3月3日、5-26頁、NAID 110000960640。
- 道家春代「阮籍「樂論」訳注稿」『名古屋女子大学紀要. 人文・社会編』第35巻、名古屋女子大学、1989年3月10日、262-254頁、NAID 110000470424。
- 柚木信枝「「首陽山賊」論 : 阮籍の「伯夷・叔斉批判」について」『日本文學』第73巻、東京女子大学、1990年3月15日、68-81頁、NAID 110007184896。
- 林宏作「魏晉之際的阮籍」『国際文化論集』第7巻、桃山学院大学、1993年2月25日、A7-A19、NAID 110004694915。
- 林宏作「途に窮し慟哭する心情 : 阮籍の場合」『桃山学院大学人間科学』第4巻、桃山学院大学、1993年3月31日、272-258頁、NAID 110004696333。
- 窪田守弘「阮籍の「自然観」」『聖徳学園岐阜教育大学紀要』第27巻、岐阜聖徳学園大学、1994年2月28日、317-326頁、NAID 110000187606。
- 鷹橋明久「阮籍「詠懷詩」の自然表現」『中国中世文学研究』第27号、中国中世文学会、1994年10月22日、1-15頁、NAID 110003819468。
- 林宏作「阮籍仕宦考」『国際文化論集』第11巻、桃山学院大学、1995年1月30日、A7-A17、NAID 110004694935。
- 鷹橋明久「『晉書』阮籍傅訳註」『中国中世文学研究』第32号、中国中世文学会、1997年7月30日、43-57頁、NAID 110003819317。
  - 鷹橋明久「阮籍の「詠懐詩」(一)」『中国中世文学研究』第33号、中国中世文学会、1998年1月30日、17-33頁、NAID 110003819573。
  - 鷹橋明久「阮籍の「詠懐詩」(二)」『中国中世文学研究』第34号、中国中世文学会、1998年7月31日、67-75頁、NAID 110003819585。
  - 鷹橋明久「阮籍の「詠懐詩」(三)」『中国中世文学研究』第35号、中国中世文学会、1999年1月29日、49-62頁、NAID 110003819594。
  - 鷹橋明久「阮籍の「詠懐詩」(四)」『中国中世文学研究』第38号、中国中世文学会、2000年7月31日、17-28頁、NAID 110003819621。
  - 鷹橋明久「阮籍の詠懐詩(五)」『中国中世文学研究』第39号、中国中世文学会、2001年1月29日、33-45頁、NAID 110003819632。
- 塚本宏「『世説新語』に於ける阮籍の存在について」『和洋國文研究』第38巻、和洋女子大学、2003年3月、53-63頁、NAID 110006998757。
- 鷹橋明久「阮籍と山濤(<特集>小尾郊一博士追悼特集)」『中国中世文学研究』第45号、中国中世文学会、2004年10月23日、33-43頁、NAID 110006285472。
- 鷹橋明久「青少年期の阮籍」『中国中世文学研究』第50号、中国中世文学会、2006年10月19日、17-31頁、NAID 110006285523。